# Ruminek
Ruminek – przysiółek wsi Wejdyki w Polsce, położony w województwie warmińsko-mazurskim, w powiecie giżyckim, w gminie Ryn.
W latach 1975–1998 przysiółek administracyjnie należał do województwa suwalskiego.
W miejscowości brak zabudowy.